# Chymos

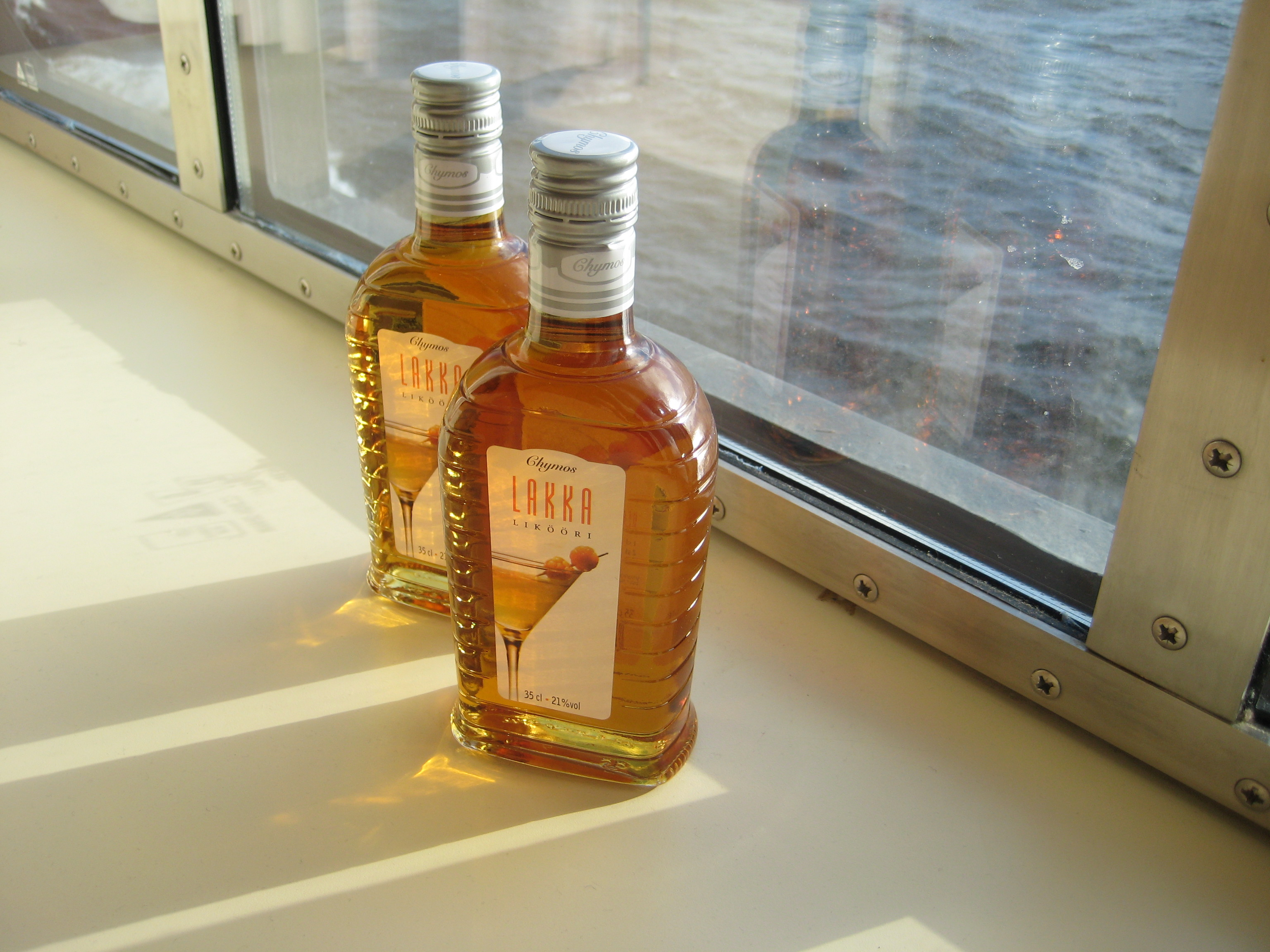
Två flaskor med likören Lakka från Chymos

Chymos var en finsk konfektyrtillverkare, tidigare även dryckestillverkare. Företaget gick 2006 upp i Cloetta Fazer AB.

## Historik
Chymos (grekiska för juice) grundades 1906 i Imatra av ingenjören Wäinö Tammenoksa för juiceproduktion från bär. År 1922 flyttade fabriken till Villmanstrand. Efter att det finländska alkoholförbudet upphört 1932 inleddes produktion av bärvin och likör. År 1935 inleddes produktion av sylt och konfektyr. År 1935 införskaffades utrustning för produktion av mousserande vin, som marknadsfördes under varumärket Kavaljeeri. Godiset Marianne, som blev Chymos mest kända konfektyrprodukt, lanserades 1949.
I mitten av 1950-talet blev Chymos en del av Orion-gruppen. År 1974 tillkom produktion av barnmat under varumärket Bona, och 1981 flyttade alkoholproduktionen till en ny fabrik.
År 1989 inleddes en uppdelning av Chymos. Alkoholproduktionen blev Chymos Juomat Oy, medan konfektyrproduktionen utskiljdes och man påbörjade överföringen till Fazer. Först 2006 försvann Chymos som varumärke för konfektyr.

### Juice- och alkoholproduktion efter 1989
År 1999 skede en sammanslagning med juicetillverkaren Marli i Åbo, som efter sammanslagningen bildade Oy Ab Marli. År 2000 blev företaget en del av Nordic Wine Group. År 2001 blev alkoholdryckerna en affärsenhet inom Vin&Sprit, och juiceproduktionen en del av Eckes Granini. År 2008 köptes Vin&Sprit av Pernod Ricard, som avyttrade delar av företaget, och 2009 bildades Saimaa Beverages med bas i Chymos tidigare destilleri.